# Liste der Monuments historiques in Pierrefeu
Die Liste der Monuments historiques in Pierrefeu führt die Monuments historiques in der französischen Gemeinde Pierrefeu auf.

## Liste der Bauwerke
| Bezeichnung                   | Beschreibung            | Standort | Kennzeichnung | Schutzstatus | Datum | Bild           |
| ----------------------------- | ----------------------- | -------- | ------------- | ------------ | ----- | -------------- |
| Kirche St-Sébastien-St-Martin | 16. und 17. Jahrhundert | (Lage)   | PA00080817    | Inscrit      | 1968  | weitere Bilder |

## Liste der Objekte
| Bezeichnung                                      | Beschreibung                                                                                             | Standort | Kennzeichnung | Schutzstatus | Datum | Bild |
| ------------------------------------------------ | --- | -------- | ------------- | ------------ | ----- | ---- |
| Hauptaltar                                       | Holz, polychrom gefasst und vergoldet, Anfang des 19. Jahrhunderts; in der Kirche St-Sébastien-St-Martin | (Lage)   | PM06002906    | Inscrit      | 1982  |      |
| Monstranzen und Kerzenständer auf dem Hauptaltar | Anfang des 19. Jahrhunderts; in der Kirche St-Sébastien-St-Martin                                        | (Lage)   | PM06002907    | Inscrit      | 1982  |      |